# Estación de Laumière
Laumière es una estación del metro de París situada en el XIX Distrito de la ciudad, al este de la capital. Pertenece a la línea 5. 

## Historia
Fue inaugurada el 12 de octubre de 1942 con la ampliación de la línea 5 hacia Pantin
Debe su nombre al general francés Xavier Jean Marie Clément Vernhet de Laumière (1812-1863).

## Descripción
Se compone de dos vías y de dos andenes laterales de 75 metros de longitud. 
Está diseñada en bóveda elíptica revestida completamente de los clásicos azulejos blancos biselados del metro parisino. 
La iluminación es de estilo Motte y se realiza con lámparas resguardadas en estructuras rectangulares de color verde que sobrevuelan la totalidad de los andenes no muy lejos de las vías. Ese mismo estilo es el presente en los asientos que combinan una larga y estrecha hilera de cemento revestida de azulejos verde que sirve de banco improvisado con algunos asientos individualizados del mismo color que se sitúan sobre dicha estructura.  
La señalización, por último, usa la tipografía CMP donde el nombre de la estación aparece sobre un fondo de azulejos azules en letras blancas.

## Accesos
La estación dispone de tres accesos:
- Acceso 1: avenida Jean Jaurès lado par.
- Acceso 2: avenida Laumière lado impar.
- Acceso 3: avenida Laumière lado par.